# چه خواهد شد
چه خواهد شد (ایتالیایی: Che sarà؛ ایتالیایی: [ke ssaˈra]) یک ترانه مشهور ایتالیایی است که توسط جیمی فونتانا (آهنگ) و فرانکو میلیاچی (شعر ترانه) برای جشنواره موسیقی سانرمو ۱۹۷۱ ساخته شد. از آن زمان، این ترانه توسط هنرمندان گوناگونی نظیر خوزه فلیسیانو، ریتا پاوونه، جانی موراندی، آریسا، نیکولا دی باری است.
این ترانهٔ بازگوکننده اندوه خواننده پس از ترک روستا یا شهر محل زندگی‌اش است. این روستا برای ترانه‌سرای آن فرانکو میلیاچی، از شهر کوچک کورتونا در توسکانی الهام گرفته شده بود و آهنگساز آن جیمی فونتانا نیز آنرا به زادگاه همسرش برنالدا تقدیم نمود.